# Aeroportul Vojens
Aeroportul Vojens (IATA: SKS, ICAO: EKSP) este un aeroport din Comuna Haderslev, Regiunea Syddanmark, Danemarca.
Situat la o altitudine de 42 m, aeroportul dispune de o singură pistă.